# 도정궁의 낙조
《도정궁의 낙조》(都正宮의 落照)은 동아방송에서 1966년에 방영된 연속사극으로 이진섭(李眞燮) 작품이며, 허지영(許志英) 연출의 동아방송 9시연속극으로 오후 9시 20분에 방영되었다.

## 등장 인물
- 천선녀
- 김수일
- 윤미림
- 전운
- 김영옥
- 김윤희

## 주제가(主題歌)
노래 조애희(曺愛姬)
사직골 멧부리엔 오늘도 바람일고, 한(恨) 많은 탄식속에 세월(歲月)이 주름진다. 우뚝선 큰소나무 왜 말이 없는고, 서산(西山)에 해가지니 백로만 홀로우네.

## 같이 보기
- 도정궁(都正宮)